# Aubry II de Mâcon
Pour les articles homonymes, voir Aubry Ier de Mâcon, Aubry et Mâcon.
Albéric ou Aubry II de Mâcon (935-982) fut comte de Mâcon de 966 à 982 et comte dans la province de Besançon (965-982).

## Biographie
Fils du comte Liétald II de Mâcon et d'Ermengarde de Chalon (sœur du comte principal de Bourgogne Gilbert de Chalon).
En 966, il succède à son père comme comte de Mâcon.
Il a comme épouse connue Ermentrude de Roucy, fille du comte Renaud de Roucy et de son épouse Albérade de Lorraine. Il a eu une première femme ou concubine. Il a pour enfants connus :
- Liétaud, archevêque de Besançon ;
- Aubry, abbé de Saint-Paul de Besançon ;
- Béatrice de Mâcon (974-1030), épouse en 975 le comte Geoffroy Ier du Gâtinais puis le comte Hugues du Perche ;
- peut-être une fille, N de Mâcon, qui pourrait avoir épousé Eble de Poitiers, fils de Guillaume IV d'Aquitaine et Emma de Blois; ils sont les parents de Ebles Ier de Roucy[2].

Il disparaît avant 982 sans fils héritier légitime. Son épouse hérite du Mâconnais et épouse en secondes noces le comte Otte-Guillaume de Bourgogne, qui lui succède.